# PFU BlueCats
PFU BlueCats est un club japonais de volley-ball fondé en 1980 et basé à Kahoku, évoluant pour la saison 2017-2018 en V・Challenge 1 Ligue. 

## Palmarès
- V.Challenge Ligue
  - Vainqueur : 2009.
  - Finaliste : 2004, 2006, 2007 2008, 2015, 2016.

## Résultats en Ligue
| Ligue               | Ligue        | Position  | Équipes | Matchs | Gagné | Perdu |
| ------------------- | ------------ | --------- | ------- | ------ | ----- | ----- |
| V1. Ligue           | 5e (2002–03) | 7e        | 8       | 14     | 2     | 12    |
| V1. Ligue           | 6e (2003–04) | Finaliste | 7       | 12     | 9     | 3     |
| V1. Ligue           | 7e (2004–05) | 4e        | 8       | 14     | 9     | 5     |
| V1. Ligue           | 8e (2005–06) | Finaliste | 8       | 14     | 12    | 2     |
| V・Challenge        | 2006-07      | Finaliste | 8       | 14     | 13    | 1     |
| V・Challenge        | 2007-08      | Finaliste | 8       | 14     | 10    | 4     |
| V・Challenge        | 2008-09      | Champion  | 10      | 18     | 15    | 3     |
| V・Challenge        | 2009-10      | 7e        | 12      | 16     | 9     | 7     |
| V・Challenge        | 2010-11      | 3e        | 12      | 18     | 14    | 4     |
| V・Challenge        | 2011-12      | 5e        | 12      | 22     | 13    | 9     |
| V・Challenge        | 2012-13      | 4e        | 10      | 18     | 10    | 8     |
| V・Challenge        | 2013-14      | 3e        | 10      | 18     | 13    | 5     |
| V・Challenge        | 2014-15      | Finaliste | 10      | 18     | 15    | 3     |
| V・Challenge 1      | 2015-16      | Finaliste | 8       | 21     | 17    | 4     |
| V・Première         | 2016-17      | 8e        | 8       | 21     | 3     | 18    |
| V・Challenge 1      | 2017-18      | Finaliste | 8       | 18     | 16    | 2     |
| V・Ligue Division 1 | 2018–19      | 11e       | 11      | 20     | 0     | 20    |
| V・Ligue Division 1 | 2019-20      | 11e       | 12      | 21     | 4     | 17    |

## Effectifs

### Saison 2020-2021
| No                             | Nom                            | Date de naissance              | Taille                         | Poids                          | Poste                          |
| ------------------------------ | ------------------------------ | ------------------------------ | ------------------------------ | ------------------------------ | ------------------------------ |
| 1                              | Hinano Arita                   | 28 octobre 1998                | 180                            | 57                             | Réceptionneuse-attaquante      |
| 2                              | Kyoka Seto                     | 21 décembre 1997               | 179                            | 68                             | Centrale                       |
| 3                              | Mari Morita                    | 18 septembre 1997              | 160                            | 62                             | Libero                         |
| 5                              | Yukiko Ebata                   | 7 novembre 1989                | 176                            | 70                             | Attaquante                     |
| 6                              | Kasumi Murakami                | 14 mars 1994                   | 183                            | 69                             | Centrale                       |
| 7                              | Saki Goya                      | 21 juin 2000                   | 168                            | 57                             | Réceptionneuse-attaquante      |
| 8                              | Minami Takaso                  | 8 août 1996                    | 164                            | 56                             | Réceptionneuse-attaquante      |
| 9                              | Haruka Yamashita               | 14 octobre 1996                | 169                            | 56                             | Passeuse                       |
| 10                             | Natsumi Watabiki               | 24 juin 1995                   | 177                            | 69                             | Centrale                       |
| 11                             | Ayaka Horiguchi                | 27 juillet 1994                | 171                            | 63                             | Réceptionneuse-attaquante      |
| 13                             | Nao Tsuga                      | 11 juillet 1993                | 175                            | 61                             | Réceptionneuse-attaquante      |
| 14                             | Naoko Shimahata                | 10 avril 1993                  | 168                            | 58                             | Passeuse                       |
| 15                             | Mana Ishikawa                  | 28 août 1997                   | 179                            | 63                             | Réceptionneuse-attaquante      |
| 33                             | Wazai Nanami                   | 5 juillet 1991                 | 168                            | 65                             | Réceptionneuse-attaquante      |
|                                |                                |                                |                                |                                |                                |
| Encadrement technique          | Encadrement technique          |                                | Légende                        | Légende                        | Légende                        |
| Entraîneur : Masayasu Sakamoto | Entraîneur : Masayasu Sakamoto | Entraîneur : Masayasu Sakamoto | : Capitaine                    | : Capitaine                    | : Capitaine                    |
| Entraîneur(s) adjoint(s) :     | Entraîneur(s) adjoint(s) :     | Entraîneur(s) adjoint(s) :     | : Joueuse blessée actuellement | : Joueuse blessée actuellement | : Joueuse blessée actuellement |